# Ronde van Nederland 1978
De 18e editie van de Ronde van Nederland ging op 14 augustus 1978 van start in Nijmegen. De wielerwedstrijd over vijf etappes eindigde op 19 augustus in Goes. De ronde werd gewonnen door Johan van der Velde.

## Etappe-overzicht
| Etappe    | Van - naar               | Km         | Etappewinnaar       |
| --------- | ------------------------ | ---------- | ------------------- |
| Proloog   | Nijmegen                 | 1,2        | Walter Planckaert   |
| Criterium | Nijmegen - Nijmegen      | 80         | Aad van den Hoek    |
| 1         | Nijmegen - Heerenveen    | 244        | Leo van Vliet       |
| 2         | Heerenveen - Heesch      | 225        | Jan Raas            |
| 3         | Heesch - Maastricht      | 225        | Cees Priem          |
| 4         | Maastricht - Zevenbergen | 211        | Johan van der Velde |
| 5a        | 's-Heerenhoek - Goes     | 103        | Gerrie Knetemann    |
| 5b        | Goes                     | 21,3 (TTT) | TI-Raleigh McGregor |

## Eindklassement
Johan van der Velde werd winnaar van het eindklassement van de Ronde van Nederland van 1978 met een voorsprong van 13 seconden op de Belg Etienne Van der Helst. 
| Plaats  | Naam                  | Tijd      |
| ------- | --------------------- | --------- |
| Winnaar | Johan van der Velde   | 25u04'46" |
| 2       | Etienne Van der Helst | + 13"     |
| 3       | Rudy Pevenage         | + 17"     |
| 4       | Joop Zoetemelk        | + 1' 25"  |
| 5       | Gerrie Knetemann      | + 1' 43"  |
| 6       | Aad van den Hoek      | + 1' 56"  |
| 7       | Daniel Willems        | + 2' 09"  |
| 8       | Géry Verlinden        | + 2' 17"  |
| 9       | Cees Priem            | + 2' 27"  |
| 10      | Guido Van Calster     | + 2' 51"  |

1948 · 1949 · 1950 · 1951 · 1952 · 1953 · 1954 · 1955 · 1956 · 1957 · 1958 · 1959 · 1960 · 1961 · 1962 · 1963 · 1964 · 1965 · 1966 · 1967 · 1968 · 1969 · 1970 · 1971 · 1972 · 1973 · 1974 · 1975 · 1976 · 1977 · 1978 · 1979 · 1980 · 1981 · 1982 · 1983 · 1984 · 1985 · 1986 · 1987 · 1988 · 1989 · 1990 · 1991 · 1992 · 1993 · 1994 · 1995 · 1996 · 1997 · 1998 · 1999 · 2000 · 2001 · 2002 · 2003 · 2004 · 2005 · 2006 · 2007 · 2008 · 2009 · 2010 · 2011 · 2012 · 2013 · 2014 · 2015 · 2016 · 2017 · 2018 · 2019 · 2020 · 2021 · 2022 · 2023 · 2024